# Philippe Boutibonnes
Philippe Boutibonnes, né à Avignon en 1938, est un peintre français.

## Biographie
Philippe Boutibonnes est né en 1938 à Avignon. Il vit à Caen. Depuis 1975, il a présenté son travail dans de nombreuses expositions à Paris, notamment à la Galerie Yvon Lambert, et à Châteauroux, Bordeaux, Caen, Avignon, en 1981 au musée des Sables-d'Olonne, Coutances, et Bruxelles, entre autres. Son travail est composé de tiges de taille égale, régulièrement espacées et disposées.

## Expositions personnelles
Source : La Coopérative Montolieu
- Yvon Lambert, Paris (1975, 1977, 1980, 1982, 1984, 1985)
- Katia Pissaro, Paris (1979)
- Détour, Namur (1982)
- La Main, Bruxelles (1986)
- Bernard Jordan, Paris (1987, 1990, 1992, 1995)
- Olivier Nouvellet, Paris (1997, 2000, 2003)
- Comédie de Caen (1979, 1987)
- Musée des Sables d’Olonne (1981)
- Centre d’Art Contemporain, Bruxelles (1984)
- Musée des beaux-arts de Caen (1991)
- Artothèque de Caen (1996)
- École des beaux-arts de Caen et du Mans (2003)
- Le beau monde (NOUS, 2010)

## Collections
Source : La Coopérative Montolieu
- Musées des Beaux-Arts (Caen, Nantes, Les Sables d’Olonne, Coutances, Saint-Lô, Granville)
- FRAC Basse-Normandie, de Poitou-Charentes, de Picardie
- Fonds national d'art contemporain ;
- Centre Georges-Pompidou ;
- l’ARC, Musée d’Art moderne, Paris ;
- Banque Worms, Paris ;
- Musée d’art et d’histoire du judaïsme, Paris ;
- Musée du Petit Format, Nismes, (Belgique).

## Publications
- Antoni Van Leeuwenhoek, 1632 1723 : l’exercice du regard, Paris, Belin, 1994  (ISBN 978-2701116334)
- « Une incandescence du temps », in Henry-Claude Cousseau, La Nuit claire, Jacqueline Chambon, collection Critiques d'art, 2005  (ISBN 2-87711-288-8)
- « L'ange debout dans le soleil (en pensant à Turner) », in Henry-Claude Cousseau, La Nuit claire
- La Femme couchée, Ed. Génération, 1974
- Long-os, Ed. Génération, 1976
- Tombe noire, Ed. École des Beaux-Arts, Caen, 2003
- La lumière offusquée, de l’ombre, L’Ollave éditeur, 2009  (ISBN 978-2-7466-0862-7)